# Му-цзун (династия Тан)
Му-цзун (кит. 穆宗, личное имя — Ли Хэн (кит. 李恆) 795 — 25 февраля 824) — 15-й император китайской империи Тан в 820—824 годах, девиз правления — «Чанцин».
Родился в 795 году в семье князя Ли Чуня. При рождении получил имя Ю. После того, как его отец стал императором Сянь-цзуном в 806 году сменил имя на Хэнь, при этом стал князем Суй. После смерти отца в 820 году Ли Хэнь становится новым правителем империи под именем Му-цзун.
В отличие от своего предшественника оказался неспособным завершить дело по обузданию своеволия военных наместников (цзедуши). В 820—821 годах произошла децентрализация государства, цзедуши вернули себе власть в префектурах, которые располагались на территории современных провинций Сычуань, Хэнань, Хэбэй, Цзянсу, Шаньси.
В то же время Му-цзун отказался от экономии финансов, много тратил на строительство дворцов и другие свои прихоти. К тому же, власть снова взяли в свои руки евнухи. При дворе начались бесконечные дрязги, усилились взяточничества и вымогательства.
В 823 году во время игры в поло произошел несчастный случай, в результате которого императора парализовало. В это время обострилась борьба между кланами Ниу и Ли. После этого Му-цзун передал все свои государственные обязанности евнухам и скончался 25 февраля 824 года. Его преемником стал его сын Цзин-цзун.